# Adiel Paananen
Adiel Paananen   (Saarijärvi, 3 de gener de 1897 - 25 de juliol de 1968) fou un esquiador de fons finlandès que va competir durant les dècades de 1920 i 1930.
El 1928 va prendre part en els Jocs Olímpics d'Hivern de Sankt Moritz, on disputà la cursa dels 50 quilòmetres del programa d'esquí de fons. En el seu palmarès destaca una medalla de bronze al Campionat del Món d'esquí nòrdic de 1930.